# Exaesiopus atrovirens
Exaesiopus atrovirens är en skalbaggsart som beskrevs av Reichardt 1926. Exaesiopus atrovirens ingår i släktet Exaesiopus och familjen stumpbaggar. Inga underarter finns listade i Catalogue of Life.